# 武田絵利子
武田 絵利子（たけだ えりこ、Eriko Takeda）は、日本生まれの女優である。パリに拠点を置き、女優、モデルとして活動している。日本語を母語とし、英語・フランス語に堪能。

## 略歴・人物
聖心女子大学で英語英文学を専攻していた2年生の時、演劇学校に通い始める。2003年、横浜の『フランス映画祭』で、プロデューサーのジル・サンドーズに出会い、フランスに渡って女優として活動することを決心した。
2006年以降、テレビシリーズの『Vénus et Apollon』や短編映画に出演する。
2010年に、初の長篇映画出演をジャン＝ピエール・モッキー監督の『Crédit pour tous』で果たす。
2011年には、ジェラール・ドパルデューと『Grenouille d'hiver』で共演を果たし、アメリカのFlyway Film Festivalでは主演女優賞を、モナコのAngel Film Awardsでは助演女優賞を受賞している。
プジョー・207、ランコム、TOYOTA、等、数多くのCMにも出演している。

## 主な出演作品

### 映画
- 2012 : Possible de Simon Eléphant
- 2011 : À votre bon cœur, mesdames de ジャン＝ピエール・モッキー
- 2011 : Anata O Korosu de Philippe David Gagné et Jean-Marc E. Roy
- 2011 : Grenouille d'hiver de Slony Sow
- 2010 : 『Crédit pour tous』 de ジャン＝ピエール・モッキー
- 2010 : Le Plueriste de Slony Sow
- 2009 : L'Etranger de Guillaume Foirest
- 2007 : Cure Être-Bien de Blandine Lenoir
- 2006 : Panorama de Loo Hui Phang
- 2006 : Plus ou Moins de Gianguido Spinelli

### テレビドラマ
- 2009 : Le Prix du Chacal d’Olivier Assayas
- 2009 : L’instant Lutz d’Alex Lutz
- 2008 : Expats d’Eric Ellena
- 2008 : Les Mules de Pape de Slony Sow
- 2007 : 『Vénus et Apollon』 de Pascal Lahmani
- 2007 : Hard de Cathy Verney

### 広告
- Peugeot 207
- Lancôme
- Aéroport de Paris
- La Poste Box E Commerce
- Pantene
- Blondie Brune
- Essec/Euro Rscg&o
- Trendy Workshop
- Window's Live Video Mail
- Terre d'or
- Yes
- Eden Log
- Toyota
- Perle du Nord